# La Sagrera
Sagrera – stacja metra w Barcelonie na linii 1 i 5. Stacja została otwarta w 1954.